# Cryptops parisi
Cryptops parisi – gatunek parecznika z rzędu skolopendrokształtnych i rodziny Cryptopidae. Pierwotnie zamieszkiwał tylko zachodnią część Palearktyki, jednak zawleczony został do Kanady.

## Taksonomia
Gatunek ten opisany został po raz pierwszy w 1920 roku przez Henriego Wilfreda Brölemanna na łamach „Bulletin de la Société d'Histoire Naturelle de Toulouse”. Jako miejsce typowe wskazano Saint-Seine-l’Abbaye we francuskim departamencie Côte-d’Or. Współcześnie klasyfikowany jest w podrodzaju nominatywnym rodzaju Cryptops. W jego obrębie zalicza się on do grupy gatunków C. hortensis, charakteryzującej się brakiem szwu poprzecznego przedniego na pierwszym tergicie przy jednoczesnym braku piłkowania na udzie ostatniej pary odnóży. Do grupy tej należą także C. basilewskyi, C. brignolii, C. covertus, C. daszaki, C. decoratus, C. hortensis, C. inermipes, C. lobatus, C. mauritianus, C. melanotypus, C. nigropictus, C. songi i C. stabilis.
W obrębie C. parisi wyróżniano do niedawna wiele podgatunków. W ramach rewizji taksonomicznej Johna G.E. Lewisa wszystkie je zsynonimizowano z podgatunkiem nominatywnym; wyjątkiem jest Cryptops parisi sebini, którego uznano za nomen dubium.

## Morfologia
Parecznik ten osiąga od 15 do 25 mm długości ciała. Ubarwienie ma rudobrązowe, pozbawione ciemnej pigmentacji pod oskórkiem. Płytka grzbietowa głowy ma bardzo krótkie szwy podłużne przednie, sięgające tylko trochę poza nasady czułków. U osobników dorosłych szwy paramedialne biegną przez tylną ⅓ długości płytki głowowej, natomiast u osobników młodocianych brak ich zupełnie. Nadustek wyposażony jest w od 8 do 15 szczecinek przedwargowych. Płaty boczne wargi górnej zwykle są powcinane, wskutek czego warga jest trójzębna. Zdarza się jednak, że wcięcie występuje tylko w jednym płacie bocznym, a u niektórych populacji zamieszkujących Półwysep Iberyjski wcięć na górnej wardze brak jest zupełnie. Szczękonóża mają rurkowate ujścia tylnych gruczołów jadowych sięgające w głąb do połowy długości trochanteroprefemur (człon powstały przez zrośnięcie się krętarza i przedudzia). Coxosternum szczękonóży ma przedni brzeg węższy i mocniej wystający niż w przypadku C. hortensis, często zaopatrzony w cztery pary tęgich szczecin brzeżnych po bokach. Pierwszy segment tułowia nie ma szwu poprzecznego przedniego na tergicie. Pory koksopleuralne są małe i występują w liczbie co najmniej 50, tworząc pole wyposażone w od 8 do 20 szczecinek, sięgające prawie do tylnego brzegu koksopleury. Odnóża kroczne pary od pierwszej do dwudziestej mają na przedstopiach po dwie ostrogi dodatkowe, z których jedna jest krótka, a druga dłuższa. Ostatnia, zmodyfikowana para odnóży ma piłkę złożoną z od 6 do 12 ząbków na goleni i piłkę złożoną z od 4 do 8 zachodzących na siebie ząbków na stopie. Jej przedudzie jest natomiast pozbawione, tak piłki, jak i gładkiego podłużnego rowka pośrodku spodniej strony, charakterystycznego dla C. hortensis.

## Ekologia i występowanie
Gatunek ten był pierwotnie zachodniopalearktyczny, jednak zawleczony został do Nearktyki. Jego natywny zasięg obejmuje Portugalię, Hiszpanię, Francję, Holandię, Niemcy, Szwajcarię, Austrię, Włochy, Polskę, Czechy, Słowację, Węgry, Ukrainę, europejską Rosję, Rumunię, Bułgarię, Słowenię, Chorwację, Bośnię i Hercegowinę, Serbię, Czarnogórę, Albanię, Macedonię Północną, Grecję oraz europejską i azjatycką część Turcji. Jako nierodzimy gatunek synantropijny występuje w Irlandii, Wielkiej Brytanii, Szwecji, Norwegii i Finlandii. Zawleczonym synantropem jest także w kanadyjskiej Nowej Fundlandii.
W Polsce jest jednym z dwóch przedstawicieli rzędu skolopendr. O ile C. hortensis obejmuje zasięgiem cały kraj, C. parisi ogranicza się do jego części południowej, szczególnie chętnie zamieszkując górskie buczyny. Mimo mniejszego zasięgu C. parisi jest częściej znajdowany w Polsce niż C. hortensis.